# Biotecnologia
Biotecnologia (biologia aplicada) é a tecnologia baseada nas ciências biológicas, em qualquer nível: molecular, celular, morfofisiológico, ecológico, biodiversidade, reprodução e genética. Ou seja, trata-se de olhar as diferentes ciências biológicas não pelo ângulo da preservação e descrição, mas pelo ângulo da produção econômica (produtos, serviços e tecnologias), tal qual definido em A Convenção sobre Diversidade Biológica da ONU:
| “ | Biotecnologia significa qualquer tecnologia que utilize sistemas biológicos, organismos vivos, ou seus derivados, para fabricar ou modificar produtos ou processos para utilização específica. | ” |

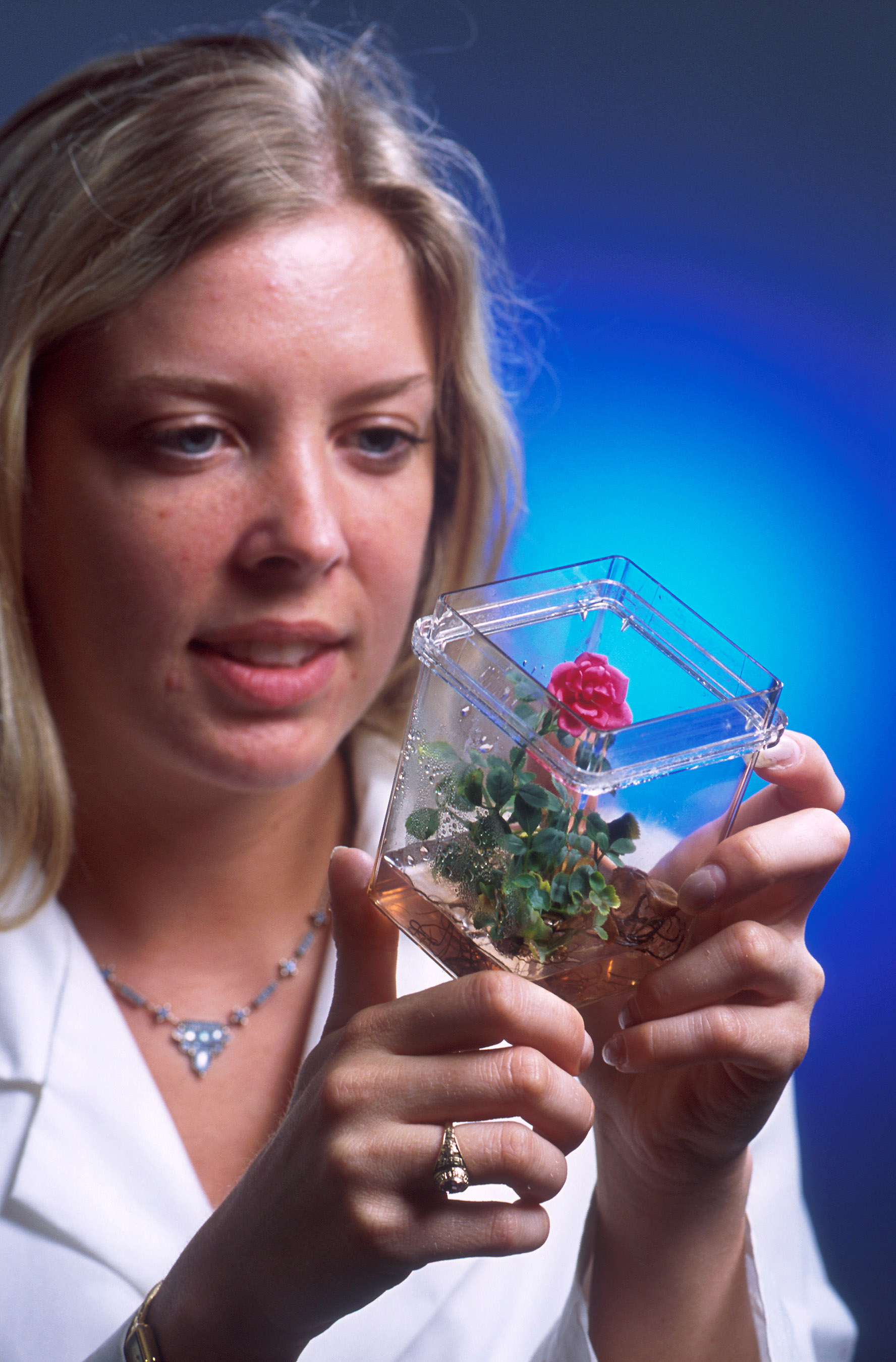
Biotecnologista examina uma rosa que começou como células cultivadas numa cultura de tecidos.

A biotecnologia clássica (fase 1) se baseia na utilização de organismos vivos da forma como são encontrados na natureza ou melhorados por genética estatística convencional. Nesse sentido, a biotecnologia clássica se baseia principalmente nos conceitos mais maduros da microbiologia e genética, envolvendo um conjunto de atividades como a produção de alimentos fermentados (pão, vinho, iogurte, cerveja). Por outro lado a  fase 2 da biotecnologia (biotecnologia moderna) faz uso intenso da genética molecular (DNA recombinante) e biologia molecular, a ponto de quase perder sua identidade ampla e se resumir a biologia molecular. Recentemente, temos a fase 3 da biotecnologia (biotecnologia moderna) no qual a multidisciplinaridade e a diversidade em tecnologias e ciências biológicas atinge o seu ápice, ou seja, ocorre a combinação dos conceitos biológicos da genética, biologia celular, zoologia, botânica, ecologia, evolução, fisiologia, imunologia, histologia, engenharia, tecnologia da informação, programação de computadores, matemática,astrobiológico, arqueobiológico, robótica, bioética e o biodireito, entre outras. Portanto, a  fase 3 da biotecnologia busca também sair da dependência da tecnologia do DNA recombinante para poder gerar novas tecnologias baseadas em outros ramos da biologia, além de estabelecer uma identidade multidisciplinar  e diversa, buscando não se deixar confundir e se reduzir a biologia molecular e bioquímica. Os principais tópicos de importância da biotecnologia nesta fase 3 são melhoramento genético, transgenia e organismos geneticamente modificados, reprodução artificial, cultura de células, tecidos e órgãos de seres vivos, controle biológico, terapia gênica, terapia celular, novas terapias moleculares, ciências ômicas e biologia molecular, bioprocessos industriais, cuidados com a biodiversidade e meio ambiente, biomateriais e dispositivos tecnológicos (biorreatores, dispositivos médicos, órteses e próteses) e biomimética.

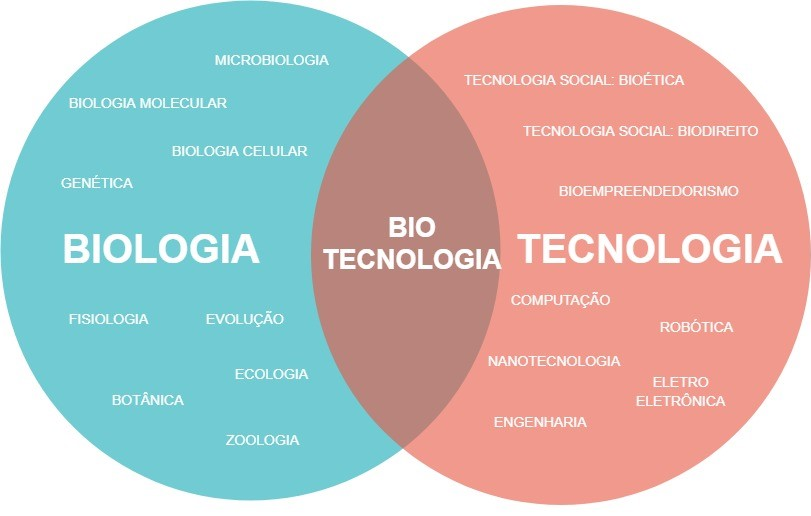
Biotecnologia: a busca da junção das diferentes ciências biológicas com diferentes tecnologias para a produção de bens, produtos e serviços.

A palavra biotecnologia tem origem grega, onde Bio significa vida; técno, técnica; e logia, conhecimento ou estudo. Em função da amplitude da definição e por tentar ser um guarda chuva para inúmeras disciplinas já consolidadas, admite-se um carácter de marketing e de algo amorfo, sem identidade, á biotecnologia, o que vem dificultando o seu pleno entendimento pela sociedade.
A biotecnologia é um tema frequentemente explorado pela ficção científica. Os robôs humanoides da peça teatral R.U.R. (1920) de Karel Čapek, obra onde a palavra "robô", criada pelo irmão do autor, Josef, é apresentada pela primeira vez, não são máquinas e sim, seres "orgânico-sintéticos" (ver: Irmãos Čapek). Já o cinema produziu filmes como Blade Runner (1982) no qual os personagens andróides (os "replicantes") são criados através de bioengenharia.

## História
A história da biotecnologia é a junção da história de ciências já consolidadas, como biologia, química, bioquímica, microbiologia, etc. Isso é devido ao fato do termo biotecnologia ser uma palavra-valise para todas as ciências, devido ao ser caráter amorfo e de marketing. Tenta-se passar como tradicional um termo com menos de quarenta anos de existência. A biotecnologia não está limitada a aplicações na área médica e de saúde. (ao contrário da engenharia biomédica, que inclui muita biotecnologia). Embora não seja normalmente considerada como biotecnologia, a agricultura claramente se encaixa na definição ampla de "usar um sistema biotecnológico para fazer produtos" de tal forma que o cultivo de plantas pode ser visto como o primeiro empreendimento de biotecnologia. As teorias têm considerado que a agricultura tornou-se a forma dominante de produção de alimentos desde a Revolução Neolítica.
Em sua primeira fase, a biotecnologia clássica, ocorreu a utilização de organismos vivos da forma como são encontrados na natureza e refinados por outras ciências mecânicas e biológicas, a exemplo de técnicas de melhoramento convencional por simples observação ou por estatística. Através dos primórdios da biotecnologia, os agricultores foram capazes de selecionar as melhores culturas adequadas, tendo os maiores rendimentos, para produzir alimentos suficientes para sustentar uma população crescente. Outros usos da biotecnologia foram necessários quando as culturas e os campos tornaram-se cada vez maiores e difíceis de manter. Organismos específicos e subprodutos de organismos foram utilizados para fertilizante, restauração de nitrogênio e controle de pragas. Durante o uso da agricultura, os agricultores têm, inadvertidamente, alterado a genética de suas culturas ao introduzi-las a novos ambientes e cultivando-as artificialmente com outras plantas (seleção artificial), uma das primeiras formas de biotecnologia.

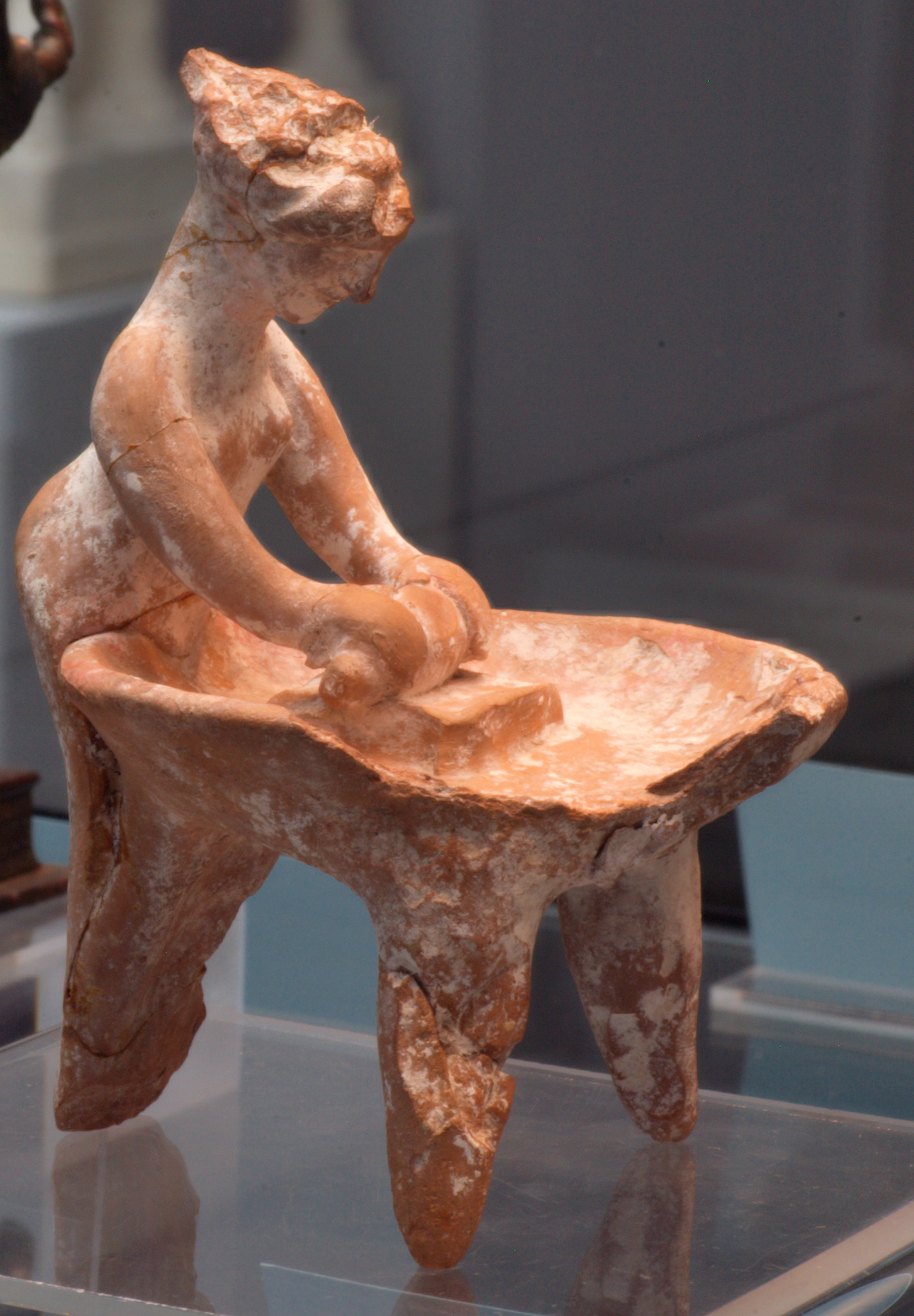
Escultura, do século V a.C., representando uma mulher preparando massa de pão (Coleções Estatais de Antiguidades, Munique, Alemanha).

Culturas como as da Mesopotâmia, Egito e Índia desenvolveram o processo de fabricação de cerveja. É ainda feito pelo mesmo método básico de usar grãos maltados (contendo enzimas) para converter o amido de grãos em açúcar e em seguida, adicionando leveduras específicas para produzir cerveja. Neste processo, os carboidratos dos grãos são quebrados em álcoois tais como etanol. Mais tarde outras culturas produziram o processo de fermentação lática que permitiu a fermentação e preservação de outras formas de alimentos. A fermentação também foi utilizada nesta época para produzir pão levedado. Embora o processo de fermentação não foi totalmente compreendido até o trabalho de Louis Pasteur em 1857, ainda é a primeira utilização da biotecnologia para converter uma fonte de alimento em outra forma. Esse processo de uso de micro-organismos como agentes fermentadores, pode ser definido como biotecnologia clássica, embora nesse período o termo biotecnologia ainda não era utilizado.
No início do século XX os cientistas obtiveram uma maior compreensão da microbiologia e exploraram formas de fabricação de produtos específicos. Em 1917, Chaim Weizmann usou pela primeira vez uma cultura microbiológica pura em um processo industrial, o da fabricação de amido de milho com Clostridium acetobutylicum, para produzir acetona, que o Reino Unido desesperadamente precisava para a fabricação de explosivos durante a Primeira Guerra Mundial. Mais tarde em 1919 o engenheiro agrônomo e hungáro Károly Ereky define e usa o termo biotecnologia, quando necessitava de um cultivo maior de plantas para alimentar as plantas em larga escala porcos, ele cultivou beterrabas com micro-organismos, desfrutando então de uma técnica da biotecnologia.
A biotecnologia também levou ao desenvolvimento de antibióticos. Em 1928, Alexander Fleming descobriu o fungo Penicillium. Seu trabalho levou à purificação do antibiótico penicilina por Howard Florey, Ernst Boris Chain e Norman Heatley. Em 1940, a penicilina tornou-se disponível para uso medicinal para o tratamento de infecções bacterianas em seres humanos.
Considera-se que o campo da biotecnologia moderna tenha começado em grande parte em 16 de junho de 1980, quando a Suprema Corte dos EUA determinou que um micro-organismo geneticamente modificado poderia ser patenteado no caso Diamond vs Chakrabarty. Ananda Mohan Chakrabarty, nascido na Índia, trabalhando para a General Electric, tinha desenvolvido uma bactéria (derivada do gênero Pseudomonas) capaz de quebrar o petróleo bruto, o qual ele propôs utilizar no tratamento de derramamentos de petróleo.
Estimava-se que a receita do setor deveria crescer 12,9% em 2008. Outro fator que influencia o sucesso do setor de biotecnologia é o aperfeiçoamento da legislação sobre direitos de propriedade intelectual, incluindo aplicação de sanções, em nível mundial, assim como uma reforçada demanda por produtos médicos e farmacêuticos para lidar com a população norte-americana doente e envelhecida.
A crescente demanda por biocombustíveis tende a ser uma boa notícia para o setor de biotecnologia. O Departamento de Energia dos Estados Unidos estima que o uso do etanol nos Estados Unidos poderia reduzir o consumo de combustíveis derivados do petróleo em 30% por volta de 2030. O setor de biotecnologia permitiu que o setor agrícola dos EUA aumentasse rapidamente o fornecimento de milho e soja - os principais insumos dos biocombustíveis - através do desenvolvimento de sementes geneticamente modificadas que são resistentes a secas e pragas.

Diagrama 1: Base da segunda fase da biotecnologia: o relacionamento entre genética, biologia molecular e bioquímica

Ao aumentar a produtividade agrícola, a biotecnologia tem um papel crucial na garantia de que as metas de produção de biocombustíveis sejam cumpridas. Antes dos anos 1970, o termo biotecnologia era utilizado principalmente na indústria de processamento de alimentos e na agroindústria.
A partir dessa época, inicia-se a segunda fase da biotecnologia, baseada no enorme sucesso da tecnologia de DNA recombinante  e da biologia molecular, a exemplo do diagrama 1.
A primeira utilização comercial da segunda fase da  biotecnologia e da tecnologia do DNA recombinante foi em 1982, onde a empresa Genentech produziu a insulina humana para o tratamento de diabetes. Sendo que para fornecer a insulina em quantidades necessárias, a insulina humana foi isolada e transferida para uma bactéria, o que foi uma prova concreta que biotecnologia utiliza organismos vivos ou parte deles. A partir do final dos anos 2000, a biotecnologia entra em sua terceira fase, no qual se busca escapar da predominância das tecnologias derivadas da biologia molecular para gerar novas tecnologias baseadas em outros conhecimentos biológicos, tais como células tronco e cultura de tecidos.
Nesta fase, a biotecnologia também amplia a sua interação com a tecnologia para além das tradicionais tecnologias fornecidas pela engenharia industrial, assimilando tecnologias de robótica, automação, informática, tecnologias sociais dentre outras (Diagrama 2). Realmente, o termo deveria ser empregado em um sentido muito mais amplo para descrever uma completa gama de métodos, tanto antigos quanto modernos, usados para manipular organismos visando atender às exigências humanas. Assim, o termo pode também ser definido como, "a aplicação de conhecimento nativo e/ou científico para o gerenciamento de (partes de) microorganismos, ou de células e tecidos de organismos superiores, de forma que estes forneçam bens e serviços para uso dos seres humanos.
Há muita discussão — e dinheiro — investidos em biotecnologia, com a esperança de que surjam tecnologias, produtos e uma indústria nova e forte capaz de gerar empregos e movimentar a economia. Todavia, a biotecnologia apresenta inúmeras  dificuldades  na concretização dessa esperança e investidores e governos tendem a olhar com mais cautela os seus avanços e realizações. Recentes produtos como drogas baseadas em anticorpos monoclonais, tais como o Avastin da Genentech, sugerem que a biotecnologia pode finalmente ter encontrado um papel a desempenhar nas vendas farmacêuticas.
A Biotecnologia, por possuir o caráter de aplicar tecnologicamente a vida, tem causado polêmicas e discussões de ordem  éticas, religiosas e morais que podem interferir nesse processo, por se tratar de estudos e tecnologias novos que rompe os costumes da sociedade.
Em função da amplitude da definição e por tentar ser um guarda chuva para inúmeras disciplinas já consolidadas, admite-se um carácter de marketing e de algo amorfo, sem identidade, á biotecnologia, o que vem dificultando o seu pleno entendimento pela sociedade.
Em sua fase 2, a biotecnologia se tornou muito focada e dependente de suas aplicações moleculares, levando a uma quase simbiose de contextos e significados com processos fermentativos, biologia molecular e bioquímica. De fato a biotecnologia não é, não pode  e nem deve se limitar ao nível molecular, conforme  as definições utilizadas pela ONU e novas biotecnologias surgidas como controle biológico, reprodução in vitro e terapia celular.
Como impactos positivos podemos citar o caso dos alimentos transgênicos, que produzidos em larga escala podem acabar com a fome no mundo. Por outro lado, alimentos transgênicos apesar de inovador e eficaz, podem causar alergias nas pessoas que os consomem e estão no centro das mais controversas discussões sobre ética e impacto ambiental referentes a biotecnologia. O uso de biorremediação para eliminar e controlar contaminação dos ambientes pode ser considerado também um impacto positivo. Além dos grandes medicamentos e técnicas novas que surgem para o tratamento de doenças. Já como um fator negativo para o uso da biotecnologia, podemos citar a alta utilização de agrotóxico e fertilizantes inorgânicos, a interferência no equilíbrio da natureza, criação de sementes que podem ser inférteis por serem geneticamente modificadas. Também contamos com a possibilidade de ter alimentos mais nutritivos e com diversas propriedades.

## Ramos de Aplicação

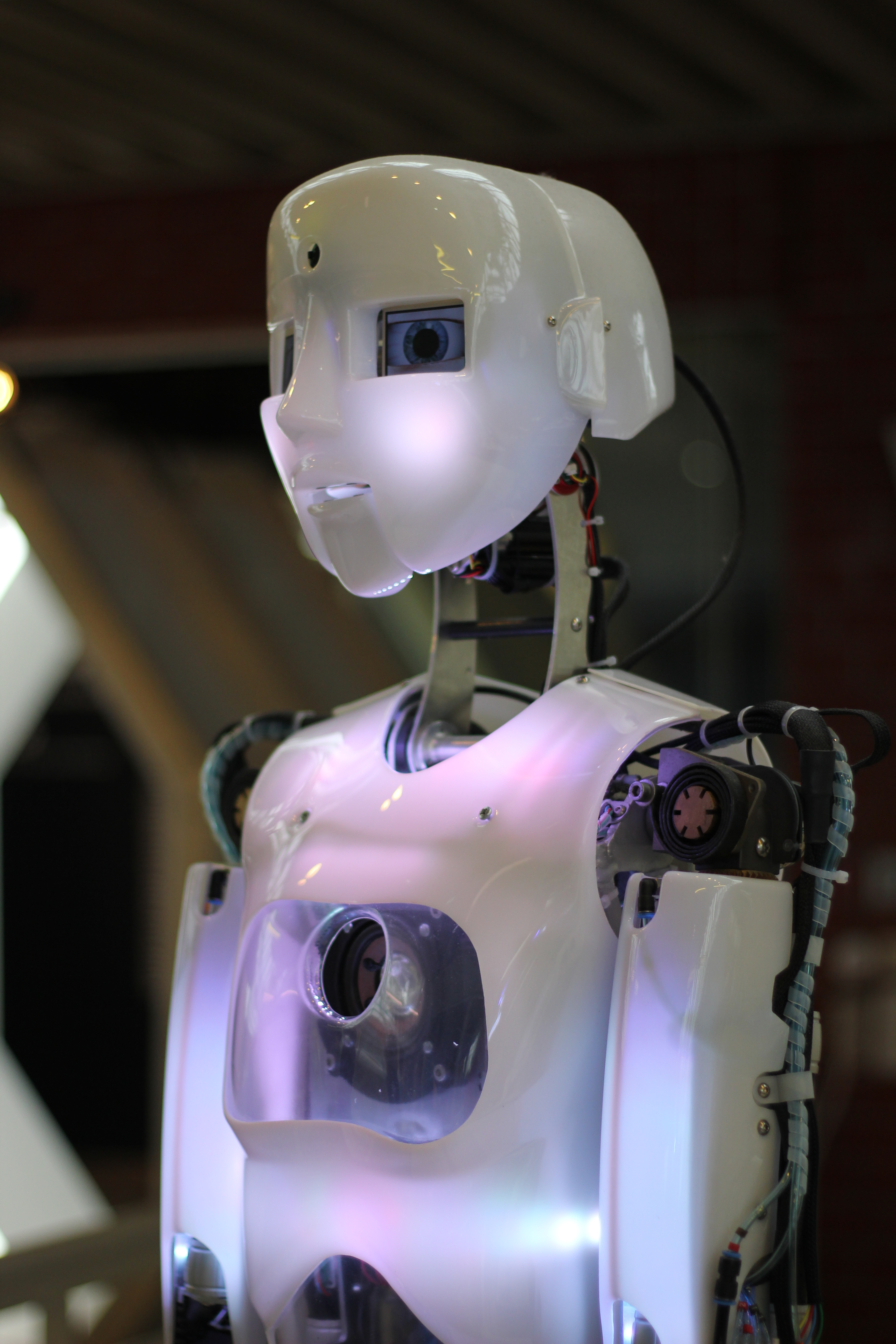
Um robô humanoide é um robô cuja aparência global é baseada na aparência do corpo humano, permitindo sua interação com ferramentas e ambientes feitos para uso humano, um exemplo de biomimética.

A biotecnologia tem aplicações em grandes áreas de importância econômica, principalmente na medicina (humana e veterinária), agronomia, indústria e meio ambiente, dentre outros. A classificação dos vários ramos da biotecnologia tem utilizado um código de cor relacionado muitas vezes ao tema abordado.
- Medicina (Biotecnologia vermelha): está relacionada aos processos médicos e de saúde-doença, tanto humana quanto veterinária, principalmente nos ramos da reprodução artificial, novas terapias e novos métodos de diagnóstico. Aplica-se técnicas avançadas da genética, imunologia, fisiologia, biofísica, biologia molecular, células tronco, oncobiologia, neurobiologia dentre outras ciências biológicas para novas terapias e diagnósticos, como terapia celular, terapia gênica e manipulação cromossômica, novos anticorpos, análise citogenética e diagnóstico molecular. Na reprodução artificial envolve: cultivo in vitro de células, órgãos e tecidos animais, inseminação artificial. Através da interação com a engenharia mecânica, biofísica, eletroeletrônica e engenharia de materiais é possível a construção de órteses, próteses, biomateriais para enxertos, biossensores e equipamentos de diagnóstico médico (como eletroencefalograma). A cor vermelha é associada em função da cor do sangue.
- Ciências ômicas e bioinformática (Biotecnologia dourada): Está relacionado a bioprospecção de novas funcionalidades biológicas economicamente interessantes e ao entendimento do funcionamento molecular dos seres vivos, trabalhando com os conceitos de genômica, proteômica, transcriptômica, metabolômica, sequenciamentos e mapeamento de relações entre moléculas e funções biológicas;
- Genética: é uma área da biologia que estuda os mecanismos da hereditariedade ou herança biológica. Para estudar as formas de transmissão das informações genéticas nos indivíduos e populações, existem várias áreas de conhecimento que se relacionam com a genética clássica como a biologia molecular, a ecologia, a evolução e mais recentemente se destaca a genômica, em que se utiliza a bioinformática para o tratamento de dados.[17] Considera-se que essa ciência iniciou-se com os experimentos e leis propostas por um monge chamado Gregor Mendel, em um trabalho publicado em 1866. O avanço da Genética modificou completamente o mundo atual, tornando possível, por exemplo, criar clones, alimentos transgênicos resistentes às pragas, realizar testes de paternidade e solucionar crimes, mapear doenças e realizar aconselhamento genético.[18]
- Indústria (Biotecnologia branca): é a biotecnologia aplicada a processos industriais estando relacionado a obtenção de matérias primas reaproveitáveis, processos enzimáticos e fermentativos, biorreatores para microrganismos, plantas, animais e células como biorreatores (sistemas de produção). São exemplos a produção de imunobiológicos, alimentos, biocombustíveis, compostos bioquímicos, vacina, fármacos, cosméticos, tratamento de efluentes e águas.
- Agronomia (Biotecnologia verde): está relacionada aos processos de saúde-doença de plantas, produção mais sustentável de baixa agressão e com baixa agressão ao meio ambiente e ao melhoramento da produção vegetal e das características nutricionais, principalmente nos ramos da reprodução artificial e cuidados com sementes, interação planta-patógeno e planta-inseto, melhoramento genético e transgenia.
- Ambiental (Biotecnologia cinza): está relacionado a processos e cuidados com a preservação do meio ambiente e biodiversidade, principalmente biodiversidade genética. Envolve tópicos como a construção de banco de materiais genéticos, banco de células e organismos, monitoramento da biodiversidade e do meio ambiente, caracterização genética e biomolecular (ômicas), manejo e conservação da biodiversidade e de ecossistemas; Habitats, biomas, evolução, cuidados com solos e águas, biorremediação etc...
- Bioprospecção em biomas pouco explorados (Biotecnologias azul e marrom): bioprospecção de seres vivos e suas partes nos biomas marinho (biotecnologia azul) e desértico (biotecnologia marrom) que oferecem condições de habitat diferenciadas.
- Divulgação Científica e ensino (Biotecnologia laranja): tem como objetivo disseminar a biotecnologia e a formação nesta área. Ela desenvolve materiais e estratégias educacionais para dar acesso as informações sobre temas de biotecnologia. Ela ainda busca estimular, identificar e atrair pessoas com vocação científica para a área de biotecnologia.
- Bioética e questões legais e de regulamentação (biotecnologia roxa): Aborda questões relacionadas ao biodireito, bioética, proteção intelectual e industrial, regulamentações e bioempreendedorismo.[19][20]

O investimento e produção econômica de todos esses tipos de biotecnologia é denominado como "bioeconomia".

## Profissão
Os profissionais que trabalham na área de biotecnologia possuem formação universitária variada entre as quais pode-se citar a de geneticista, astrobiologia, biólogo, biomédico, médico, bioquímico, agrônomo, engenharia celular, veterinário, analista de sistemas, engenheiros molecular, zootecnista, farmacêutico. Geralmente são pós-graduados, após três ou quatro anos de exercício profissional, sob supervisão ocasional de profissional experimentado na área de biotecnologia. Cada um destes profissionais tais como (biólogo, bioquímico, biomédico, químico, farmacêutico,  etc...), possui seu próprio conjunto de regulamentações/legislações para atuação na área de biotecnologia, chancelados pelos respectivos conselhos profissionais (ou ordem profissional, no caso de Portugal) e de acordo com o currículo efetivamente cursado/realizado, ou a pós graduações cursadas ou à experiência profissional na área. No Brasil, cerca de 50% das melhores startups de biotecnologia são chefiadas por bacharéis em ciências biológicas, ou seja, são biólogos.
De fato, A Classificação Brasileira de Ocupações do Ministério do Trabalho (CBO), que indica a família de ocupações 2011-Profissionais da biotecnologia com três ocupações (bioengenheiro, biotecnologista e geneticista), uma das profissões mais importantes do pais, não discrimina quais profissionais ou diplomas são requeridos para exercer a biotecnologia no país, não cabendo a exclusividade de atuação para este ou aquele profissional: ''Por tratar-se de área multidisciplinar, as formações que dão acesso à profissão são variadas, tais como ramos de engenharia que atuam na fabricação de equipamentos e na produção de materiais, biologia, medicina, bioquímica, agronomia, veterinária, zootecnia, dentre outras.''. Desta mesma forma, órgãos oficiais do governo brasileiro, tal qual a CTNBio (Comissão Técnica Nacional de Biossegurança), para biossegurança e organismos geneticamente modificados, também possuem composição multiprofissional. A própria Política Nacional de Biotecnologia do Brasil, instituída em 2007, no seu item 3.2.2, indica que são necessários esforços em termos de recursos humanos do ensino fundamental até a pós-graduação em ciências da vida, como um todo, (isto é, de forma multiprofissional e não especificamente voltado a uma única profissão), para que a biotecnologia possa se desenvolver no país.
Com base nisto tem-se que os profissionais em biotecnologia, no Brasil, são capacitados para desenvolver dispositivos biológicos e produtos derivados destes, manipulam material genético, sintetizando sequências de DNA, construindo vetores, modificando genes in vivo e in vitro, manipulando expressão gênica e gerando organismos geneticamente modificados. Analisam genoma, sequenciando-o, identificando genes e marcadores genéticos; aplicam técnicas de reprodução e multiplicação de organismos; produzem compostos biológicos e desenvolvem equipamentos, dispositivos e processos de uso biotecnológico. Este  profissional pode atuar em biossegurança, produção de vacinas, desenvolvimento de métodos de diagnóstico, inseminação artificial, bioinformática, biochips, bioética, virologia, redes neurais e construção de equipamentos biomédicos, desenvolvimento de biofármacos, engenharia genética e de tecidos (edição de genoma), biologia molecular, em clonagem, terapia genética, transferência de embriões, biomateriais, genoma, proteoma, biomecânica e biodisponibilidade, polímeros biodegradáveis, nanotecnologia, bioeletricidade.
No Brasil, além da CBO, outros documentos versam sobre as atividades daqueles que laboram em biotecnologia, entre os quais a Resolução CFBio 517/2019 e projetos pedagógicos de graduações envolvidas na área de biotecnologia, em especial de cursos de biologia e de biotecnologia (graduação). Entretanto, parece ser consensual que os profissionais relacionados a área de biotecnologia irão atuar com base em conhecimentos sistêmicos, multidisciplinares e em equipes multiprofissionais com os seguintes conhecimentos:
1) Entendimento do funcionamento dos seres vivos.  Contempla as bases científicas  para o entendimento dos seres vivos em todos os seus níveis (molecular, celular, morfofisiológico e patológico, ecológico e biodiversidade, reprodução e genética). Sem este conhecimento de base é impossível ao profissional da biotecnologia cumprir sua função profissional de manipular seres vivos visando a produção de riqueza econômica e geração de novas tecnologias.
- Estrutura dos seres vivos: ciências morfológicas (biologia celular, histologia), fisiologia, genética, biologia molecular e bioquímica, genética e evolução, microbiologia e parasitologia. Visa fornecer visão ampla sobre a organização e interações biológicas, construída a partir do estudo da estrutura molecular e celular, função e mecanismos fisiológicos da regulação em modelos eucariontes, procariontes e de partículas virais, e compreensão dos mecanismos de transmissão da informação genética, em nível molecular, celular e evolutivo.
- Diversidade biológica: Zoologia, Botânica, Microbiologia e Parasitologia. Visa fornecer conhecimentos sobre a classificação, filogenia, organização, biogeografia, etologia, fisiologia e estratégias adaptativas morfo-funcionais dos seres vivos.
- Ecologia: Ecologia, Conservação e Manejo, Gestão ambiental, biogeografia. Demonstra as relações entre os seres vivos e destes com o ambiente ao longo do tempo geológico. Conhecimento da dinâmica das populações, comunidades e ecossistemas, da conservação e manejo da fauna e flora e da relação saúde, educação e ambiente.
- Fundamentos de ciências exatas e da terra: Conhecimentos matemáticos, físicos, químicos, estatísticos, biofísicos e outros fundamentais para o entendimento dos processos e padrões biológicos.

2) Manipulação dos seres vivos e suas partes visando a produção de riqueza econômica: Contempla os conhecimentos de biologia aplicada de tal forma a gerar novas tecnologias inovadoras ou executa-las em ambientes produtivos, tais como:
- Reprodução artificial de seres vivos ou de suas partes: Cultivo de células in vitro, órgãos e tecidos de vegetais, animais, micróbios e/ou de suas partes de interesse econômico. Pode ou não envolver clonagem, células-tronco e produção de OGMs;
- Melhoramento genético: visa conferir novas características ou aprimorar características já existentes em espécies animais, vegetais e microbiológicas de interesse econômico, seja por métodos convencionais, por transgenia e engenharia genética (OGMs) ou por tecnologias inovadoras de melhoramento de precisão (TIMPs).
- Cuidados com a biodiversidade e meio ambiente: Construção de banco de materiais genéticos, banco de células e organismos, monitoramento da biodiversidade e do meio ambiente, caracterização genética e biomolecular (ômicas), manejo e conservação da biodiversidade e de ecossistemas; Habitats, e Biomas brasileiros, evolução, cuidados com solos e águas, biorremediação
- Ciências ômicas e bioprospeção: Conceitos de genômica, proteômica, transcriptômica, metabolômica. conceito e estratégias para o sequenciamentos e relações entre moléculas e funções biológicas; bioprospecção de novas funcionalidades biológicas economicamente interessantes.
- Novas terapias e diagnósticos in vitro: Utilização de técnicas avançadas da genética, imunologia, biologia molecular, células tronco, oncobiologia, neurobiologia para novas terapias e diagnósticos, como terapia celular, terapia gênica, novos anticorpos, citogenética e manipulação gênica.
- Novas abordagens na produção agropecuária: utilização de técnicas avançadas de genética, biologia molecular, fisiologia vegetal e animal aplicados a cada etapa da produção agropecuária. Potencialmente podem ser utilizados com modernas técnicas da biofísica e interações com dispositivos tecnológicos, como biossensores e equipamentos industriais.
- Bioprocessos de produção industrial: visa a utilização do metabolismo dos seres vivos (processos fermentativos e enzimáticos) para a produção de imunobiológicos, alimentos, biocombustíveis, compostos bioquímicos, tratamento de efluentes, resíduos e poluentes (biorremediação);
- Controle biológico de pragas e doenças de animais e plantas, interação planta-patógeno, animal-patógeno
- Biomateriais e dispositivos tecnológicos: através da interação com a engenharia mecânica, biofísica, eletroeletrônica e engenharia de materiais é possível a construção de órteses, próteses, biomateriais para enxertos, biossensores, biorreatores e equipamentos de diagnóstico médico (como eletroencefalograma), novos equipamentos voltados a produção agropecuária.[2][3][4]

3) Fundamentos filosóficos e sociais:: Reflexão e discussão dos aspectos éticos,legais e econômicos relacionados da biotecnologia. Conhecimentos básicos de: Filosofia e Metodologia da Ciência, Sociologia, Economia, Antropologia, Empreendedorismo, Inovação, Proteção intelectual, Bioética, para dar suporte à sua atuação profissional na sociedade, com a consciência de seu papel na formação de cidadãos.

### Diferenças para outras profissões
A biotecnologia pode ser vista como um fim em si ou como uma ferramenta para diversas outras profissões:
- Biotecnologia:  A Biotecnologia é vista como um fim em si. Tem como foco na transformação das diversas ciências biológicas em tecnologia e na combinação de diferentes tecnologias com as diferentes ciências biológicas.
- Biologia: O Biólogo pode ver a biotecnologia como um fim em si ou como uma ferramenta no estudo. Geralmente os cursos de biologia possuem uma visão de preservação e descrição da natureza, embora seja crescente nestes cursos a visão de transformação das ciências biológicas em riqueza econômica através do seu uso tecnológico ou combinação com tecnologias, fato reconhecido no Brasil pelo CFBio e pela constante abertura de empresas de biotecnologia com biológos em seu comando.
- Biomedicina: A biotecnologia é ferramenta para este profissional da saúde tanto na pesquisa biomédica quanto em sua atuação profissional, principalmente, nas análises clínicas, genéticas e moleculares. Ademais, podem atuar na pesquisa, produção e controle e qualidade de produtos obtidos por biotecnologia, normalmente voltados para diagnóstico (reagentes e "kits") ou tratamento (biofármacos, vacinas, vitaminas, etc.) da saúde humana. Portanto, para o Biomédico, o foco é olhar os diversos ramos das biociências voltadas para saúde e a interação humanas com o meio ambiente, envolvendo a biotecnologia ou não.
- Profissões de origem biológica (Medicina, Veterinária, Agronomia, Zootecnia, Odontologia, Nutrição etc..): A biotecnologia é uma ferramenta.
- Profissões de origem química (Química, Bioquímica, Engenharia química, Engenharia de Alimentos): A Biotecnologia é uma ferramenta para essas profissões e nesse caso está muito ligado as suas vertentes mais próximas da bioquímica e biologia molecular tais como processos fermentativos e enzimáticos de transformação da matéria.
- Profissões tecnológicas e de informática: A biotecnologia é vista com um caso de estudo e aplicação entre inúmeros outros possíveis.